# Don't Leave Me
《Don't Leave Me 》，是日本樂團B'z的第14張單曲，1994年2月9日發行。

## 簡介
從8th單曲LADY NAVIGATION開始連續7張單曲,在排行榜上連續兩週都拿第一。
這張單曲開始,松本的英文名字「TAKAHIRO MATSUMOTO」變成「TAK MATSUMOTO」，但《The 7th Blues》專輯裡,松本的英文名字依舊使用「TAKAHIRO MATSUMOTO」。
最終銷量約144.4萬張，為日本最暢銷單曲第91名。

## 製作人員
- 松本孝弘：吉他・全曲作曲・編曲
- 稲葉浩志：主唱・全曲作詞
- 明石昌夫：貝斯・全曲編曲
- 青山純：鼓
- SKA-PARA HORNS
- 名古屋君義（現・NARGO）:小號
- 北原雅彦：長號
- 冷牟田龍之：女低音薩克斯風
- GAMOU（現・GAMO）：男高音薩克斯風
- 谷中敦：男中音薩克斯風
- 増田隆宣：ハモンドオルガン （#1）
- 妹尾隆一郎：口琴（#1）
- 生沢佑一：合聲歌手（#1）
- 高嶋凜（現・浦嶋りんこ）：合聲歌手（#1）
- B+U+M

## 收錄曲
- 1.Don't Leave Me(4:23)
- 2.Mannequin Village (3:42)

## 主題曲
朝日電視台連續劇《新空港物語》主題曲

## 收錄專輯
- The 7th Blues（#1）
- B'z The Best "Pleasure"（#1）
- B'z The Best "ULTRA Treasure"（#1）